# Ратуша (Оснабрюк)
Ратуша в Оснабрюке (нем. Rathaus der Stadt Osnabrück) — административное здание в центре нижнесаксонского города Оснабрюк, построенное в период между 1487 и 1512 годами. Готическое здание, являющееся одной из главных городских достопримечательностей, до сих пор используется в качестве мэрии. В 1648 году в его стенах, наравне с ратушей Мюнстера, прошли мирные переговоры, в рамках которых были подписаны договора завершившие Тридцатилетнюю войну.